# Cytarabine
La cytarabine (également appelée Ara-C ou cytosine arabinoside) est un médicament indiqué dans le traitement des cancers hématologiques, notamment les leucémies aiguës. C'est une chimiothérapie utilisée par voie injectable inhibant la prolifération des cellules en interférant avec la synthèse de l'ADN par l'inhibition de certaines enzymes.

## Historique
Entre 1951 et 1955, Werner Bergmann, professeur à l'université Yale isole des nucléosides de thymine et d'uracile à partir d'éponge de Floride, Cryptotethia crypta. Les nucléosides isolés serviront de modèle afin de préparer des composés antimétabolites. La cytarabine est synthétisée en 1959 par les chimistes Walwick, W Roberts et C. Dekker de l'université de Californie. En 1960, Pizer et Cohen de l'université de Pennsylvanie ont évalué son activité métabolite sur la bactérie E. coli, concluant que le nucléoside synthétique inhibait le métabolisme des nucléosides,.

## Mécanisme d'action
La cytarabine est un antimétabolite analogue nucléosidique de la cytosine, qui exerce son action anticancéreuse en inhibant la synthèse de l'ADN. Elle prend la place des nucléosides naturels et bloque la réplication de l'ADN lorsqu'elle est incorporée dans les nouveaux brins d'ADN synthétisés. Cette inhibition affecte toutes les cellules qui se renouvellent rapidement : à la fois les cellules cancéreuses mais également les cellules de la moelle osseuse impliquées dans l'hématopoïèse par exemple.

## Indications
La cytarabine est indiquée dans :
- les leucémies aiguës myéloblastiques (LAM) de l'adulte et de l'enfant, à doses conventionnelles lors du traitement d'induction de la rémission (protocole 7+3 par exemple) et du traitement d'entretien, à hautes doses dans les formes dites réfractaires ou en cas de rechute ;
- les leucémies myéloïdes chroniques (LMC) de l'adulte et de l'enfant, lors de l'observation d'un chromosome de Philadelphie (BCR-ABL1).
- les leucémies aiguës lymphoblastiques (LAL) de l'adulte et de l'enfant ;
- lymphome non hodgkinien[6]

## Posologie

### Traitement d'induction

#### Perfusion continue
- 2 mg·kg-1 par jour pendant 10 jours consécutifs puis en absence de toxicité augmenter à 4 mg·kg-1 par jour jusqu'à obtention d'une réponse clinique.

#### Perfusion intermittente
- 3  à   5 mg·kg-1 par jour pendant cinq jours consécutifs puis abstention thérapeutique pendant deux à neuf jours et nouvelle cure jusqu'à réponse thérapeutique.

### Traitement d'entretien
- 1 mg·kg-1 par voie intraveineuse ou sous-cutanée, une ou deux fois par semaine.

## Effets indésirables
Fièvre, toxidermie, cérébellite voire leucoencéphalopathie nécrosante (liée à la dose (> 1 000 mg m−2) et à la fonction rénale).
Observations d'effets secondaires dans les domaines suivants : 
- Hématologie:  hyperbilirubinémies, granulopénies, pancytopénie, Thrombopénie, Aplasie médullaire, réticulopénie.
- Dermatologie : Erythèmes, Erythrodysesthésie palmoplantaire, dermatose bulleuse, exanthème.
- Hépatologie : hépatomégalie, Syndrome de Budd-Chiari.
- Allergologie : Œdème de Quincke, choc anaphylactique.
- Ophtalmologie : photophobie, nystagmus hémorragie conjonctive voire quelques cas de cécité.
- Stomatologie : ulcérations buccales, stomatite, pharyngite.
- Cardiologie : Cardiomyopathie, Thrombophlébite, Cardiomégalie, arrêt cardiorespiratoire.
- Gastro-entérologie : Entérocolite nécrosante, Nécrose gastro-intestinale, colite.

## Pharmacocinétique
Après l’administration intraveineuse des doses multiples (2-3 g·m-2 toutes les 12 heures, en perfusion d’une heure, sur 5-6 jours), les concentrations plasmatiques en fin de perfusion sont de l’ordre de 19,96  ± 8,02 µg/ml et 35 ± 2,8 µg/ml et décroissent à l’arrêt de la perfusion selon une courbe biexponentielle.
La cytarabine passe la barrière hémato-encéphalique et elle est aussi diffuse dans la salive, la rate, les reins, le tube digestif, le thymus, la moelle osseuse et les larmes, mais on ne sait pas si la cytarabine passe dans le lait maternel. 
La cytarabine semble être métabolisée rapidement, principalement au niveau hépatique et probablement rénale. Le métabolite actif (arabinofuranosylcytosine tri-phosphate) est formé par phosphorylations successives de la cytarabine et le métabolite inactif (arabinofuranosyl uracile) résulte par la désamination de la cytarabine.
Seulement 5,8 % de la dose intraveineuse est excrétée intacte dans l’urine en 12-24 heures et 90 % comme produit désaminé.

## Divers
La cytarabine fait partie de la liste des médicaments essentiels de l'Organisation mondiale de la santé (liste mise à jour en avril 2013).